# Portrait of an American Girl
Portrait of an American Girl è un album in studio della cantante statunitense Judy Collins, pubblicato nel 2005.

## Tracce
1. Singing Lessons (Collins) - 4:05
2. That Song About the Midway (Joni Mitchell) - 4:09
3. Can't Cry Hard Enough (Marvin Etzioni, David Williams) - 3:18
4. You Can't Buy Love (Collins) - 3:13
5. Pacing the Cage (Bruce Cockburn) - 4:02
6. Sally Go 'Round the Roses (Abner Spector) - 3:27
7. Voyager (Collins) - 3:01
8. Drops of Jupiter (Tell Me) (Colin, Hotchkiss, Monihan, Stafford, Underwood) - 4:03
9. Wedding Song (Song for Louis) (Collins) - 3:51
10. Checkmate (Collins) - 6:07
11. Liberté (John Bettis, Steve Dorff) - 3:08
12. Lincoln Portrait (Aaron Copland) - 7:13
13. How Can I Keep from Singing? (Collins, Robert Lowry, Pete Seeger) - 3:53